# Bomb Squad (film)
Bomb Squad (Hot Seat) è un film del 2022 diretto da James Cullen Bressack.

## Trama
Orlando è un bravissimo ex hacker con un brutto passato alle spalle e che lavora per una società di consulenza informatica. Il giorno del compleanno della figlia Zoey, pochi giorni prima di Natale, un dinamitardo costringe l'uomo ad hackerare dei server ricattandolo con una bomba che potrebbe far esplodere.

## Distribuzione
Il film è stato distribuito sulla piattaforma Amazon Prime Video dal 01 novembre 2022.